# ゴホンツノカブト属
ゴホンツノカブト属（ゴホンツノカブトぞく）学名 Eupatorus は、コガネムシ科カブトムシ亜科に分類される甲虫の1属。東南アジアの大陸部に分布し、近縁種がニューギニアに生息する。属のタイプ種はヒメゴホンヅノカブト Eupatorus hardwickei (Hope, 1831)。ツノをヅノとしてゴホンヅノカブト属とされることもある。

## 形態

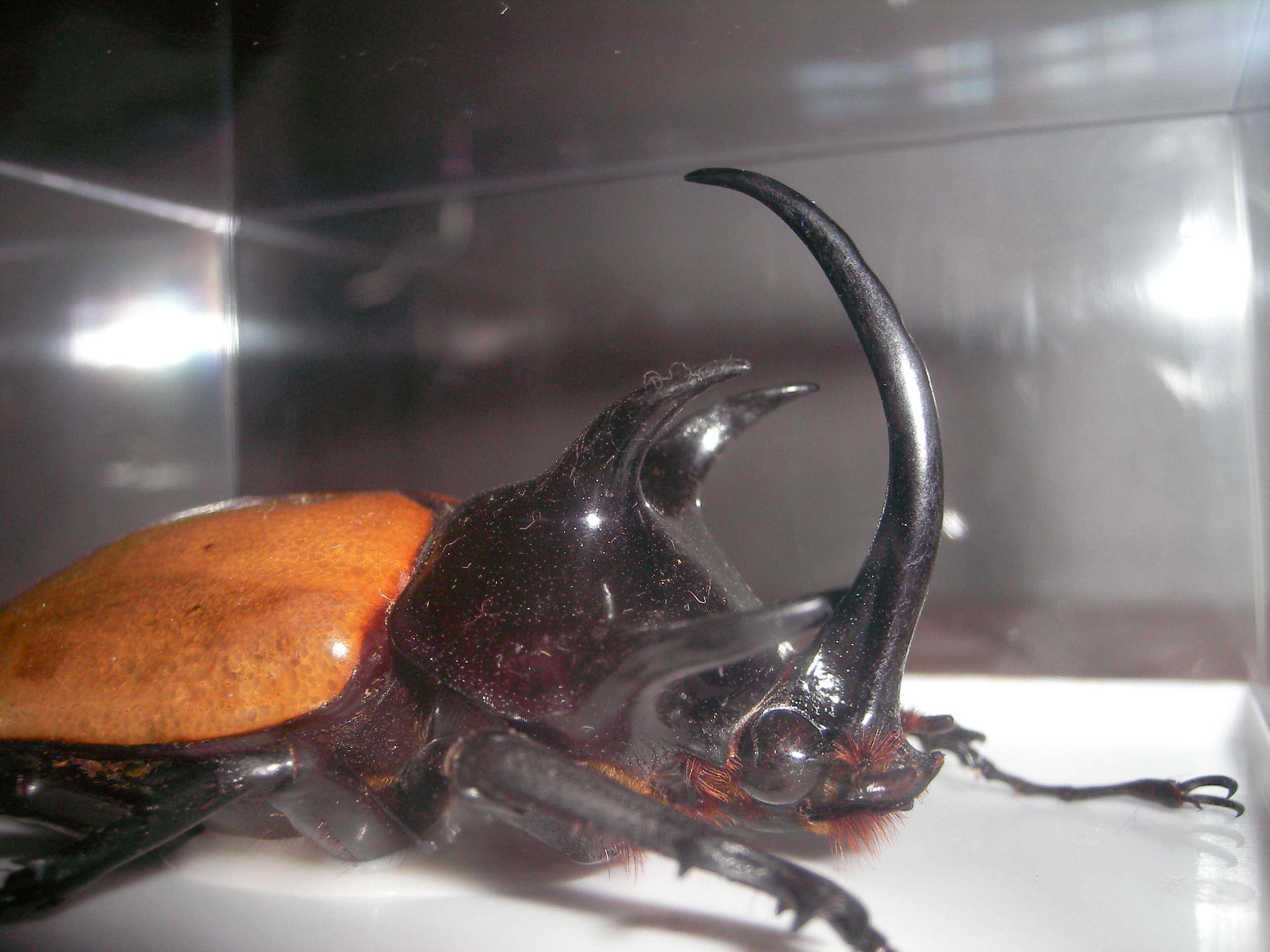
頭部の角は長い

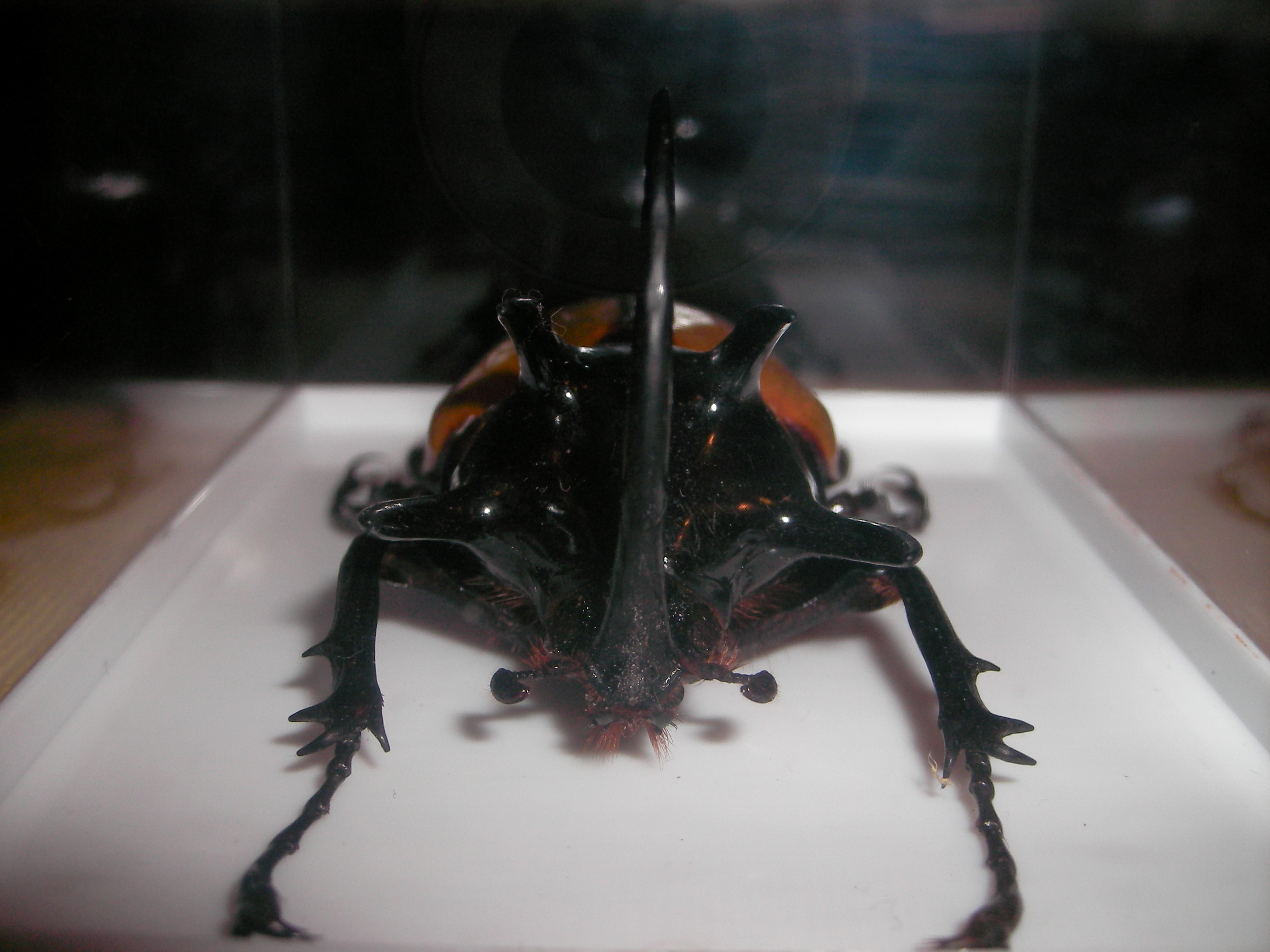
正面からみたゴホンヅノカブト

頭角1本、胸角4本の計5本にもなる角が特徴だが、見かけによらず性格は大人しく、好戦的ではない。これは、他の種類のゴホンヅノカブトでも同じである。
竹林に生息し、その新芽の汁を吸う。そのため、竹の新芽が出る秋頃に活動する。細い竹に適応して、脚は長くなっている。

## 生態
竹林に適応しているが、他にも樹液や果実にも集まる。しかし、前記したように好戦的ではないことと、他のカブトムシとの競合を避けるようになった為か、そういった闘争も行われなくなったと思われる。個体の大きさによる形状の差も他のカブトムシほどではない。
しかし、足が長いためかしがみつく力は意外に強く、大人しい性質とはいえその力は他の大型のカブトムシ類に負けないほどである。
産卵は竹の葉や茎が混じり合った腐植土で行うが、飼育の際に、そういったものを入れておかないと、産卵しない事が多いので注意する、と誤解されがちだが、飼育下(人工的産卵)では全く関係ない。むしろ竹の成分が土の成分を悪化させ、産卵しなくなる。
前時代的情報には注意が必要である。
寿命は短く、数か月 - 半年ほど。

## 種
BioLib.czによれば以下の種が知られる。

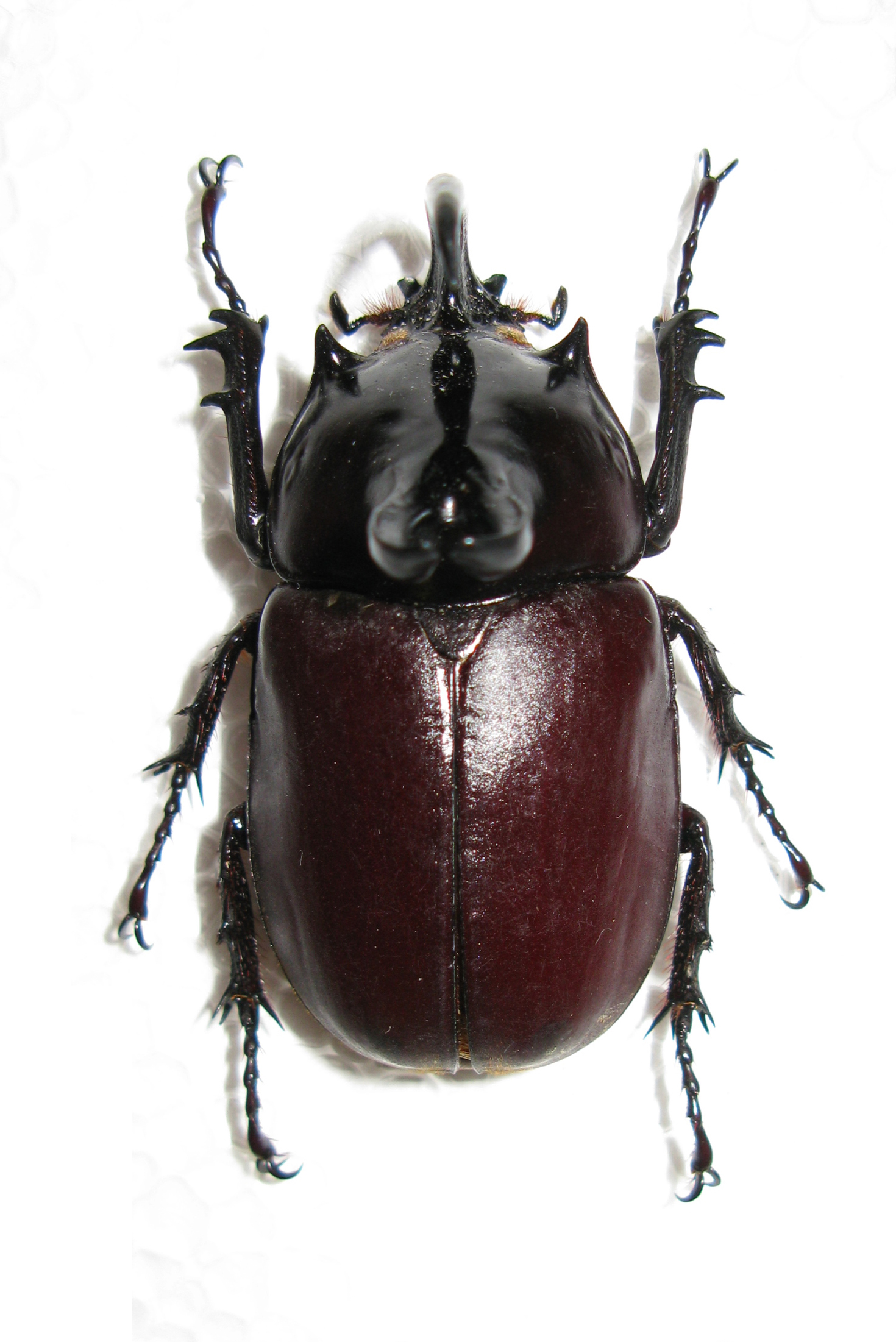
ビルマゴホンヅノカブト

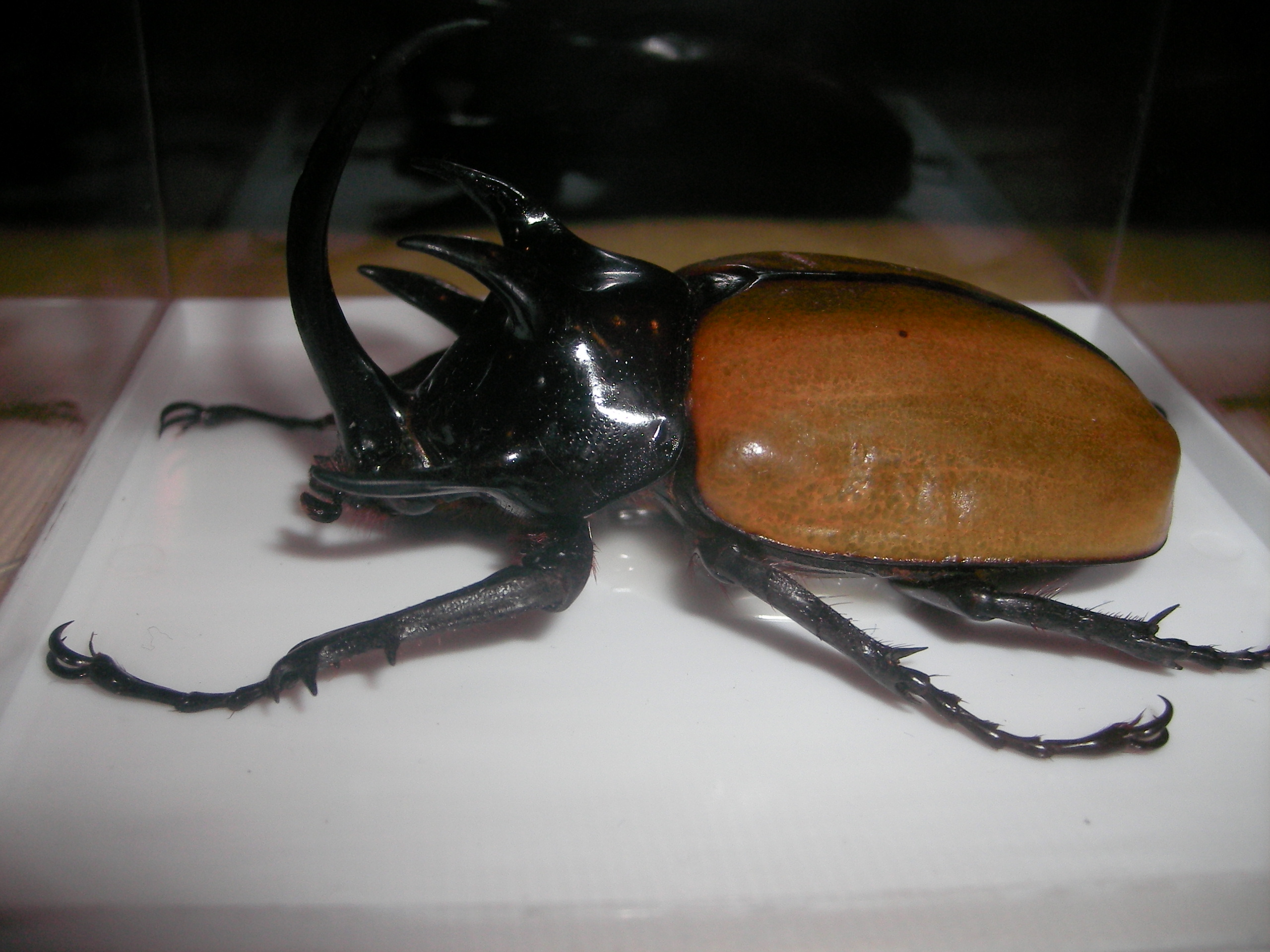
ゴホンヅノカブト

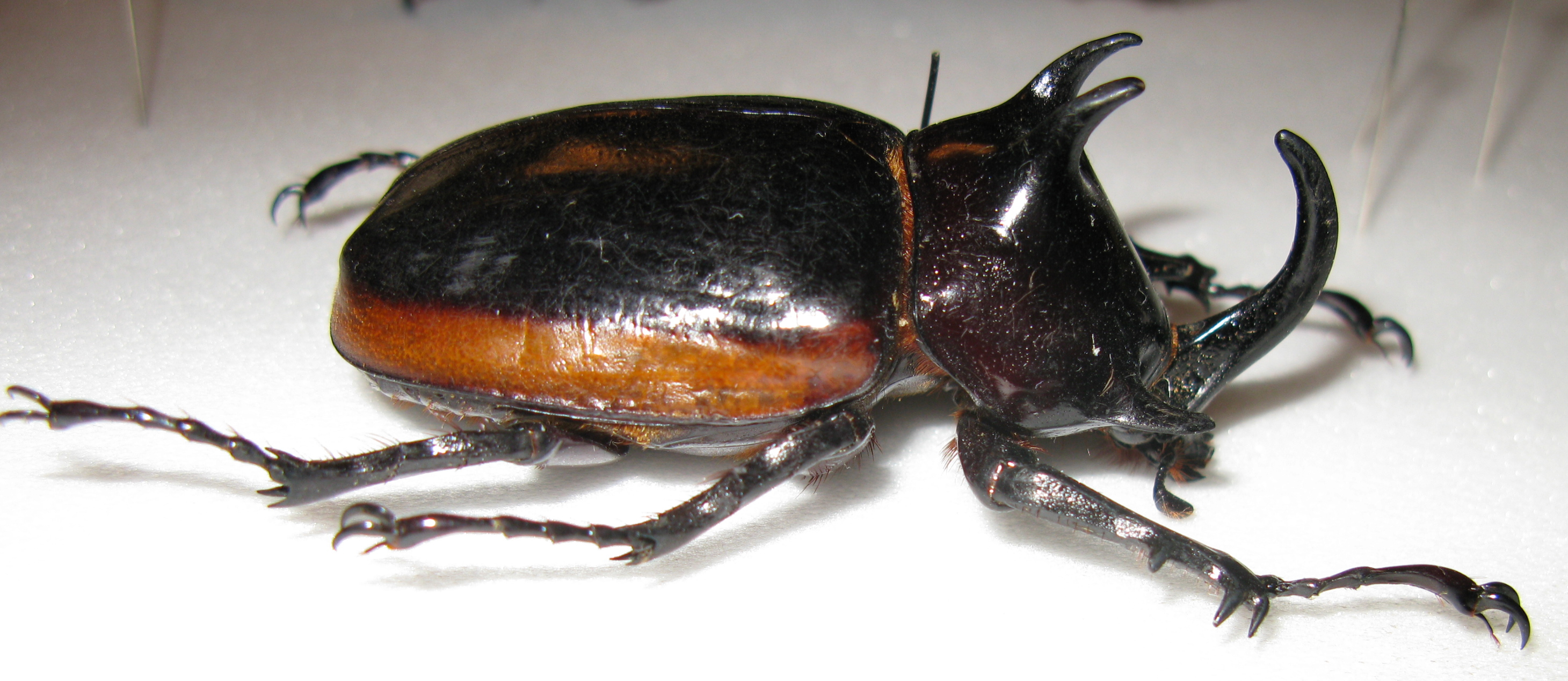
ヒメゴホンヅノカブト

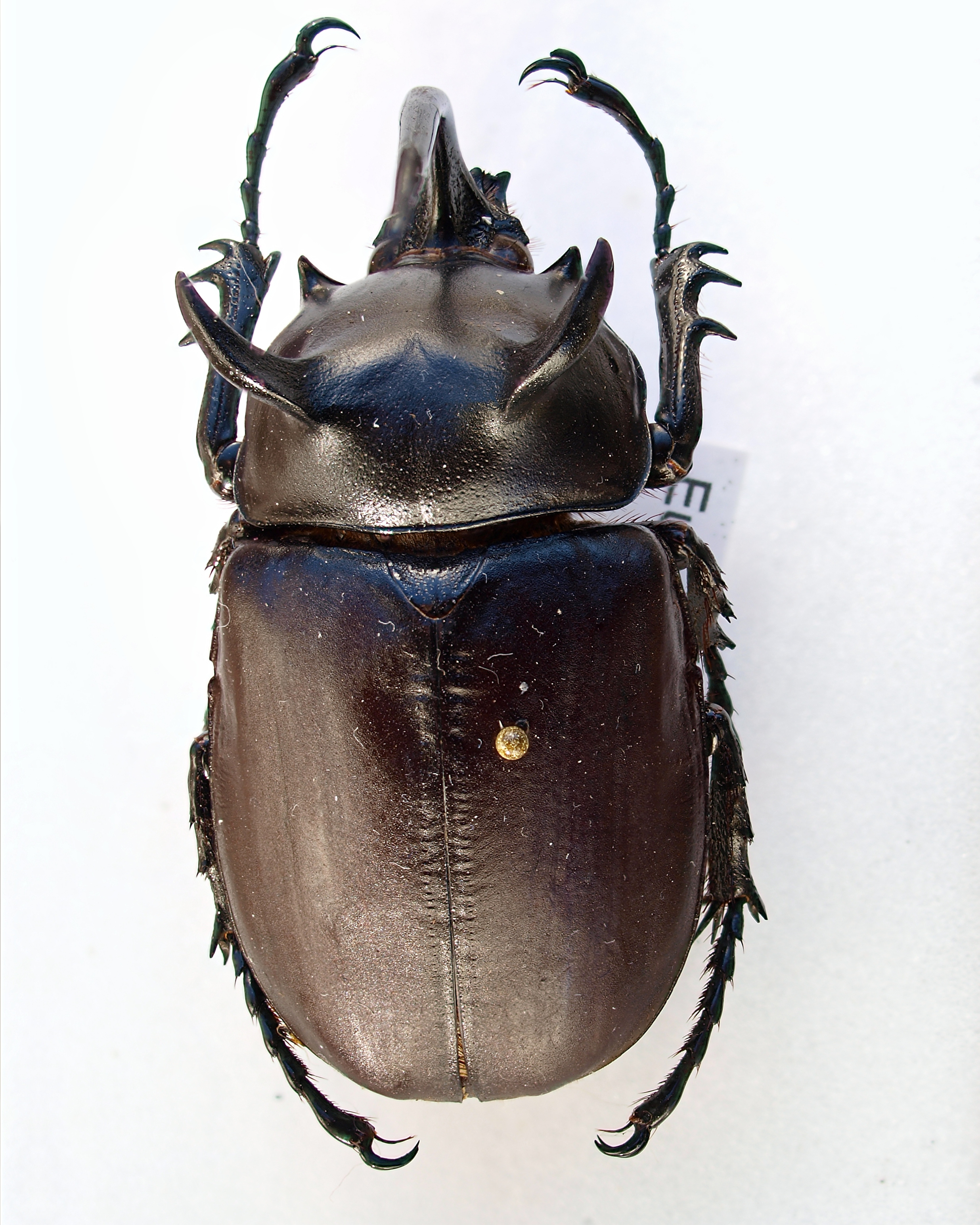
タイゴホンヅノカブト

ビルマゴホンヅノカブト Eupatorus birmanicus Arrow, 1908
ミャンマーからタイにかけてのインドシナ半島に生息する。胸角の内側2本が身体に対し垂直やや後方に伸び、ウサギの耳のようになっている。
エンドウゴホンヅノカブト Eupatorus endoi Nagai, 1999
ベトナム南部に生息する。頭角の先が二股に分岐し、胸角は上側の二本は太く短めで、左右の二つは小さい。
ゴホンヅノカブト Eupatorus gracilicornis Arrow, 1908
アッサム地方からインドシナ半島にかけて生息する。同属で最も有名で、昔から子供向けの図鑑などでもよく取り上げられている（逆に、本種以外のゴホンヅノカブト属は、学者やカブトムシ愛好家を除くとほとんど知られていない）。同属中最大型種であり、なおかつ角が最も発達する（5本の角全てが太く長い）。
体長は♂60 - 96.5mm、♀35 - 55mm。
平均は7cm程だが、最大で9cm程にもなる（タイ産のものは大型化する傾向にある）。前翅全体がクリーム色をしており、雌雄共通の特徴である。竹藪での保護色と考えられているが、この色は死ぬと色が濃くなり褐色になってしまい、そのままの色で標本を作ることはできない。頭角には地域変異があり、長さや曲がり具合などが異なる。複数の亜種が区別されている。
ヒメゴホンヅノカブト（ヒマラヤゴホンヅノカブト） Eupatorus hardwickei (Hope, 1831)
ミャンマー、ネパールなどのヒマラヤ地方に生息する。前翅の色は暗い茶色であるが、稀に淵だけがその色になり、他が黒くなる個体が存在する。
名前通り、ゴホンヅノカブトよりも小柄で、胸部の角も短い。
Eupatorus pyros Prandi & Grossi, 2021
中国南西部に生息する。
タイゴホンヅノカブト（シャムゴホンヅノカブト） Eupatorus siamensis (Laporte de Castelnau, 1867)
タイを中心としたインドシナ半島に生息する。胸角の内側2本は横に潰されたように、板状になっており、外側2本は短い。頭角は細く長い。前翅は赤褐色。2亜種に分けられている。
カチンゴホンヅノカブト Eupatorus sukkiti Miyashita & Arnaud, 1997
ミャンマー北部に生息する。前翅全体が褐色。胸角は太く短く、身体に対し平行に伸びる。